# Audi Q3 8U
Der Audi Q3 (interne Typbezeichnung 8U) ist ein von 2011 bis 2018 verkauftes Kompakt-SUV der Audi AG.

## Modellgeschichte
Ein Konzeptfahrzeug, ⁣⁣ das einen Ausblick auf den Q3 gab, wurde erstmals auf der Auto Shanghai 2007 in Shanghai, China unter dem Namen Cross Coupé Quattro vorgestellt. Die formale Premiere des Serienmodells fand ebenfalls in Shanghai, auf der Auto Shanghai 2011 statt.
Am 21. Oktober 2011 wurde das Modell auf dem deutschen Markt eingeführt.
Im November 2014 wurde Journalisten auf einer Infoveranstaltung in München das Fahrzeug mit einem Facelift vorgestellt, Serienfahrzeuge waren ab Februar 2015 im Handel erhältlich.
Obwohl noch kein Nachfolgemodell offiziell präsentiert wurde, stellte Audi Anfang Juni 2018 die Produktion der Baureihe ein. Seitdem wurden nur noch bereits produzierte Fahrzeuge verkauft. Insgesamt wurden 1,1 Millionen Fahrzeuge dieses Q3 hergestellt. Ende Juli 2018 stellte Audi mit dem Q3 F3 das Nachfolgemodell vor.

## Technik
Es wurde bei Seat in Martorell, Spanien hergestellt und basiert, wie auch schon der VW Tiguan I, auf der PQ35-Plattform des A3 8P und des VW Golf V bzw. VI.
Der Audi Q3 kam zum Verkaufsstart mit zwei Otto- und zwei Dieselmotoren auf den Markt:
- Den 2,0-l-Dieselmotor mit Common-Rail-Einspritzung und Turboaufladung (TDI) gibt es wahlweise mit einer maximalen Leistung von 103 kW (140 PS) und 130 kW (177 PS).
- Den 2,0-l-Ottomotor mit Benzindirekteinspritzung und Turboaufladung (TFSI) gibt es wahlweise mit einer maximalen Leistung von 125 kW (170 PS) und 155 kW (211 PS).

Diese Motoren erzeugen zwischen 280 und 380 Nm maximales Drehmoment; alle Varianten haben ein Start-Stopp-System mit einer Rekuperationsbremse, die elektrische Energie beim Bremsen zurückgewinnt.
Die leistungsstärkeren Ottomotorvarianten des Q3 haben serienmäßig das Siebengang-Doppelkupplungsgetriebe S tronic (DQ500), das für Drehmomente bis 600 Newtonmeter ausgelegt ist. Dieses treibt permanent alle vier Räder über eine Lamellenkupplung an. Die beiden leistungsschwächeren Typen besitzen ein Sechsgang-Schaltgetriebe; der 103-kW-TDI als Einstiegsmodell wurde nur mit Vorderradantrieb angeboten.
Neben dem serienmäßigen Anfahrassistenten sind weitere Fahrerassistenzsysteme als Sonderausstattung erhältlich, zum Beispiel Spurhalte- und Spurwechselassistent (Audi active lane assist, Audi side assist) sowie diverse Einparkhilfen.

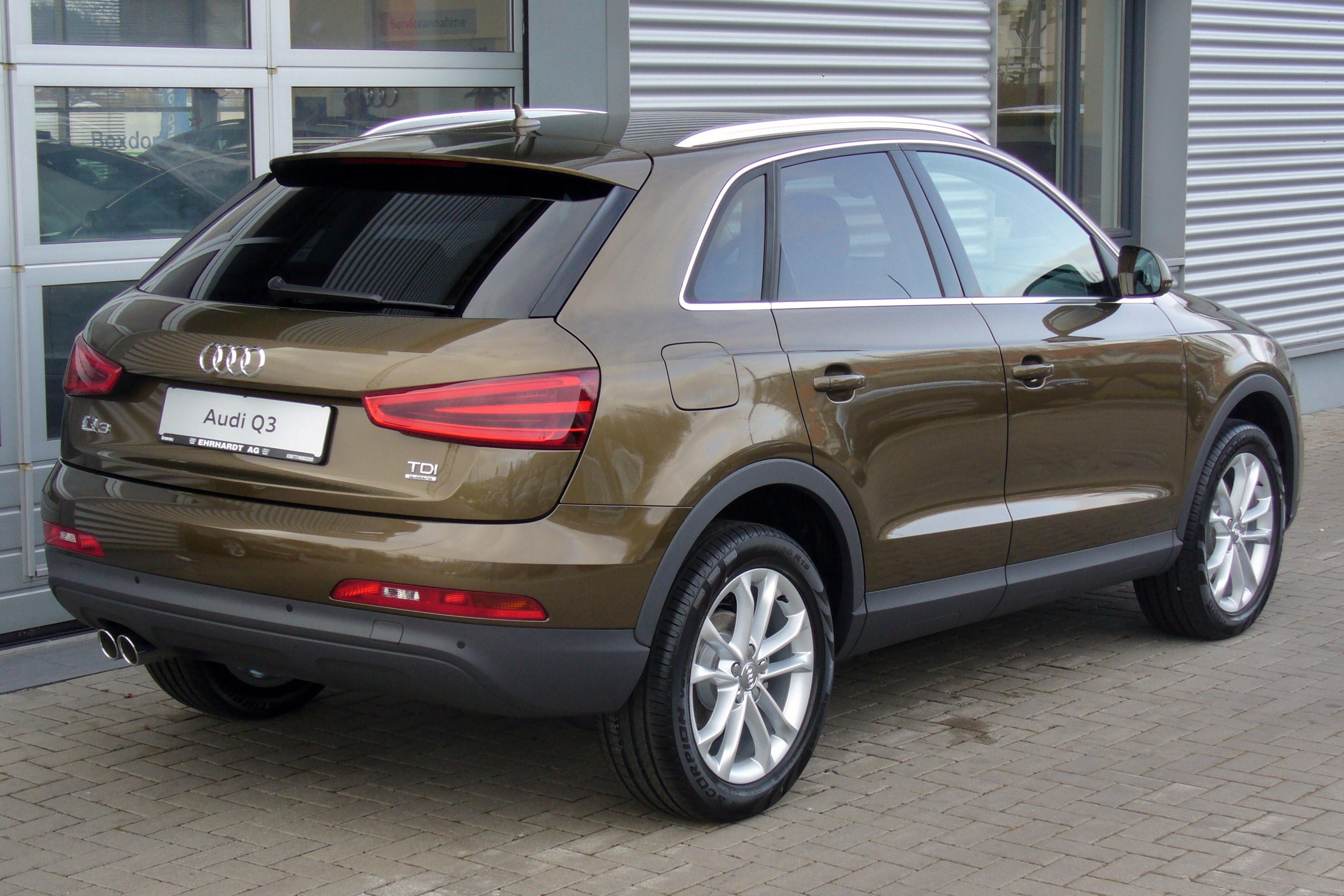
Heckansicht (2011–2014)
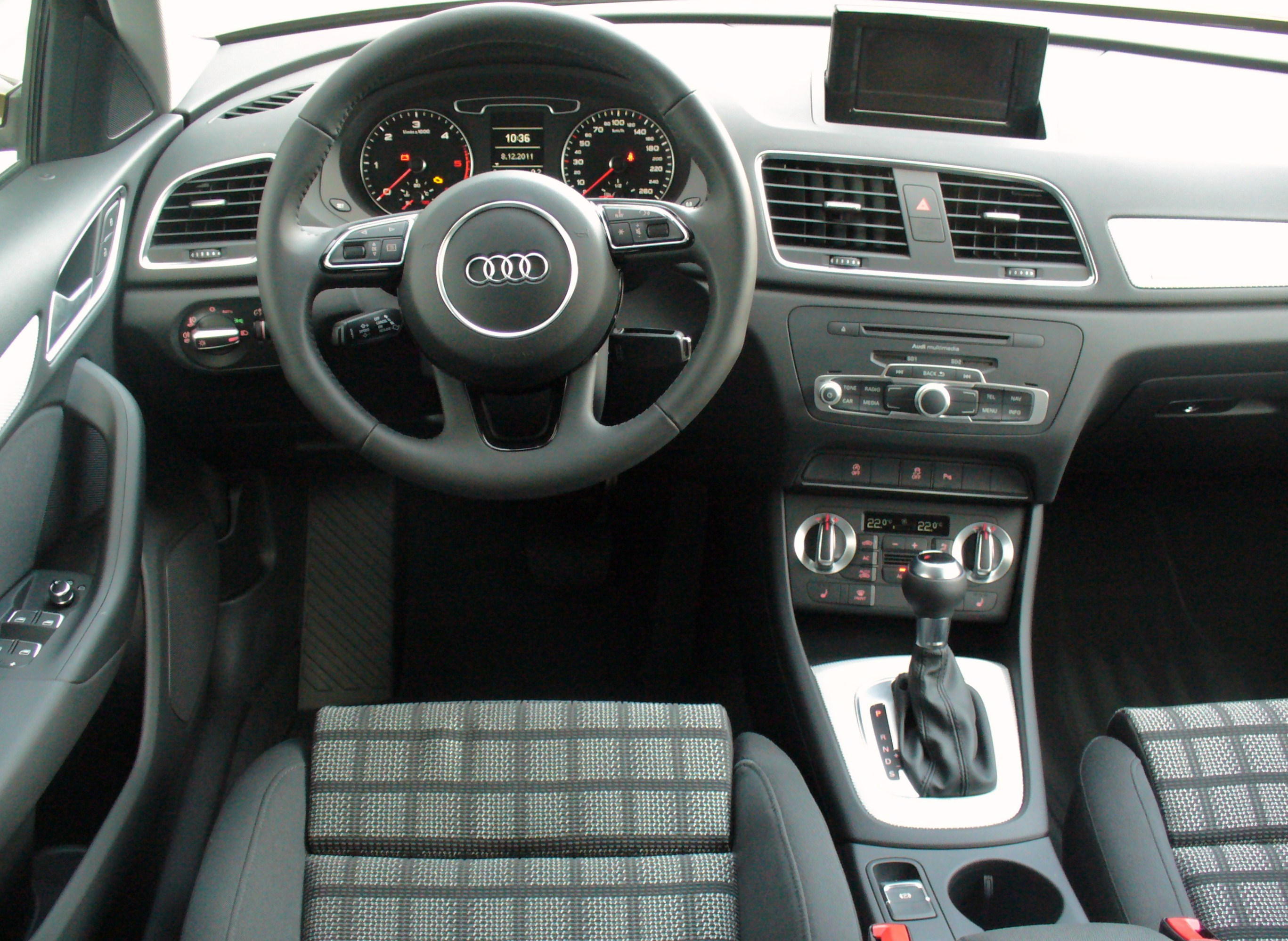
Interieur (2011–2014)
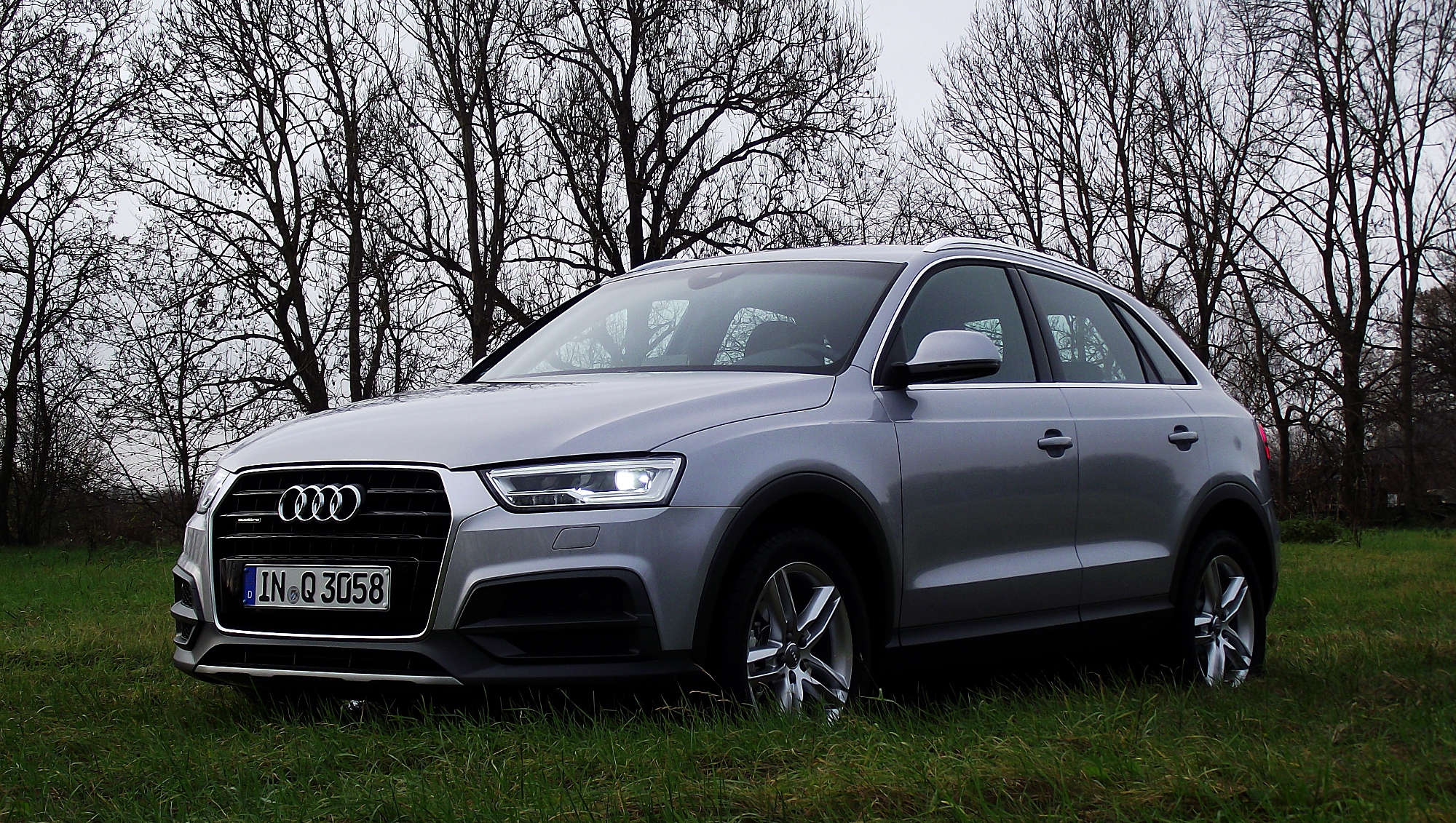
Modellpflege (2014–2018)
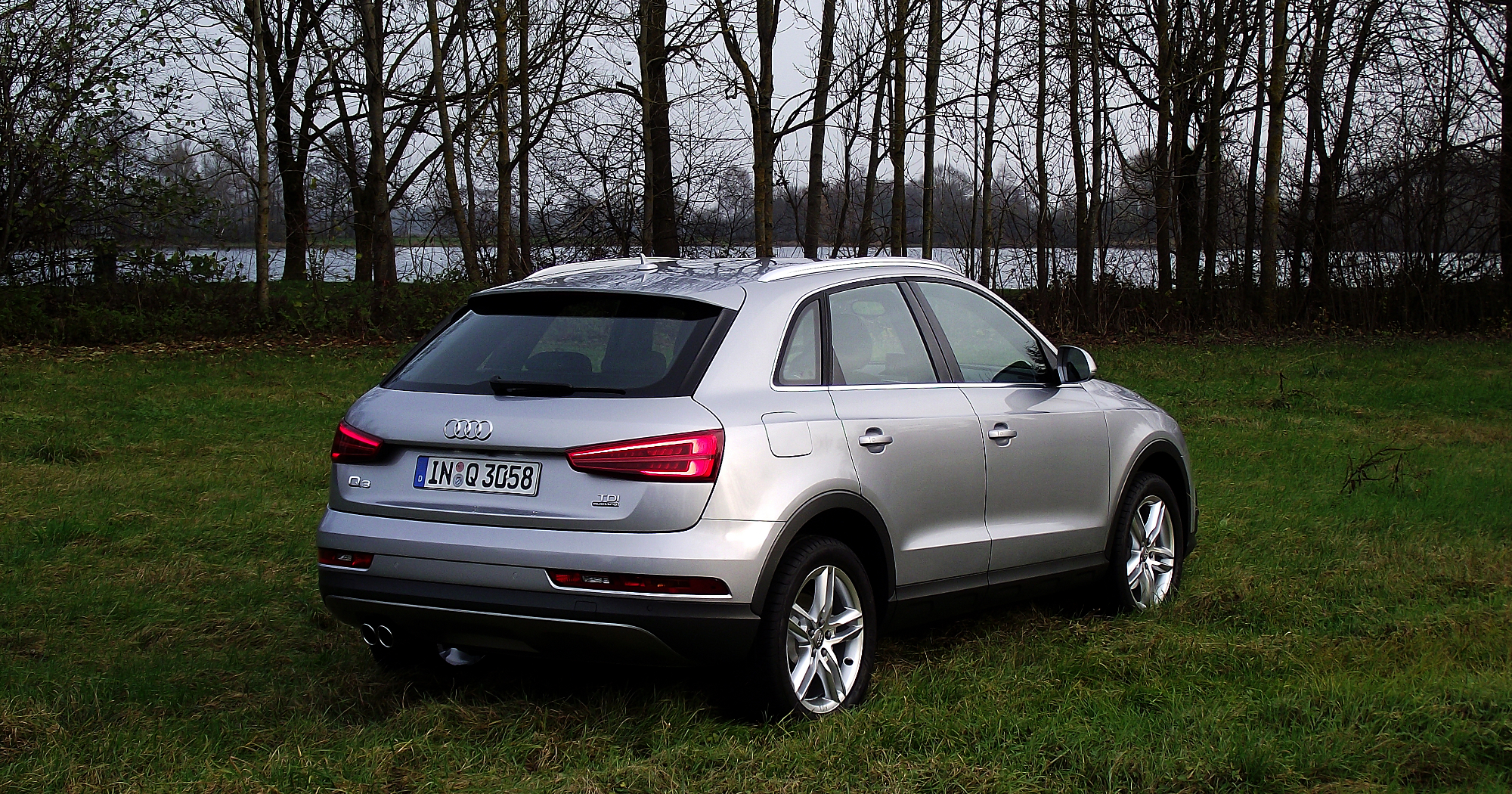
Heckansicht (2014–2018)
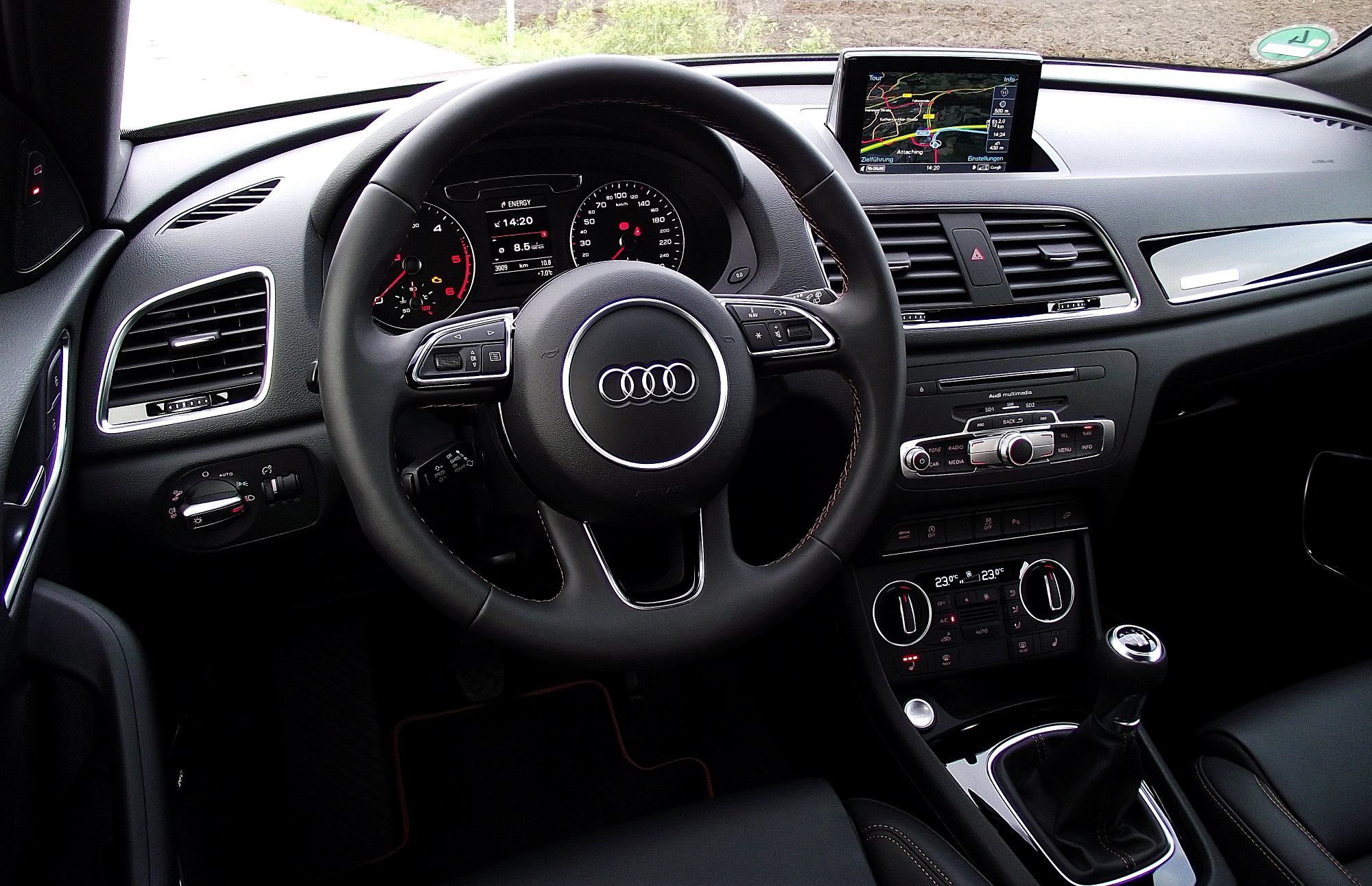
Cockpit (2014–2018), inklusive Audi MMI
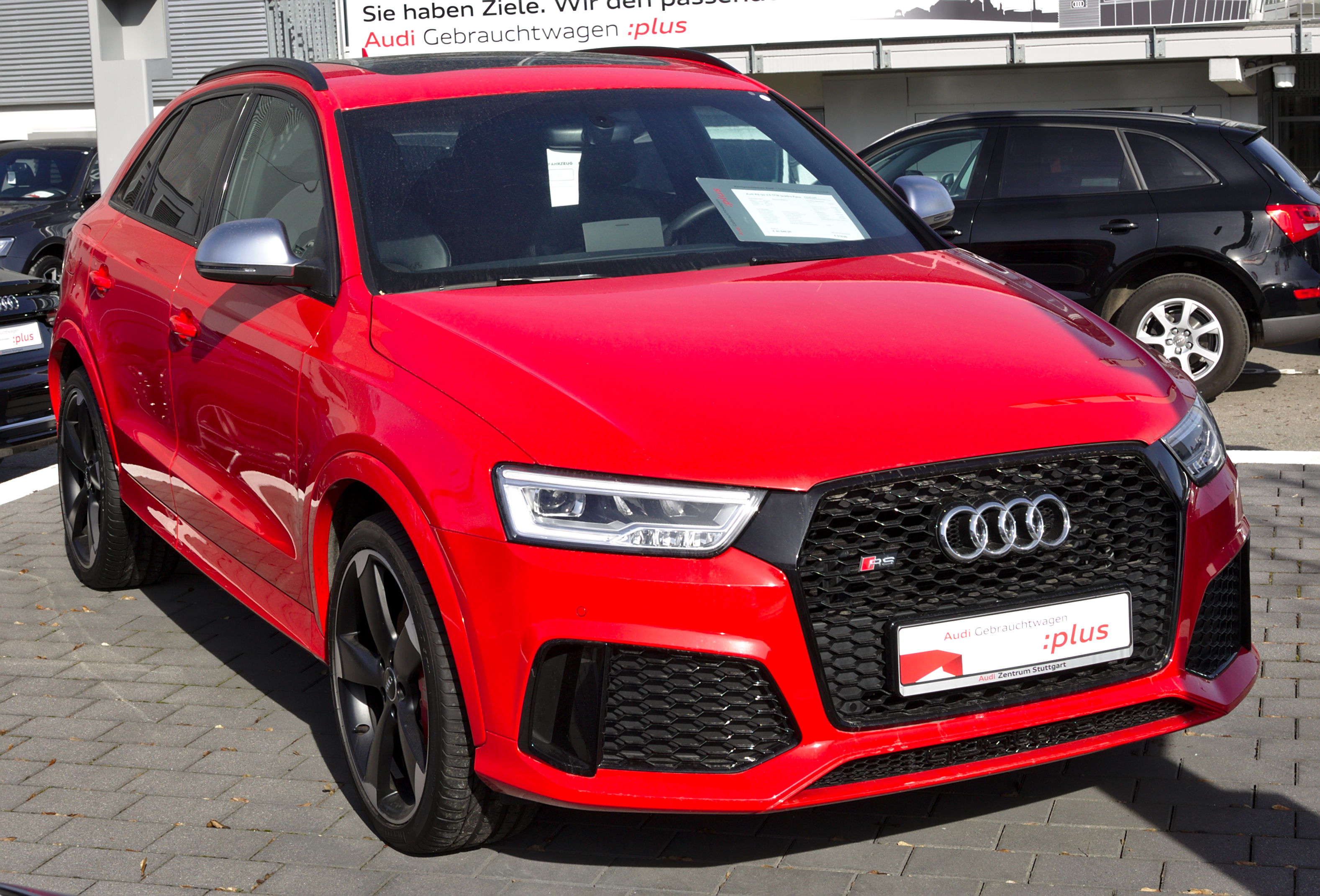
Audi RS Q3 (2015–2016)
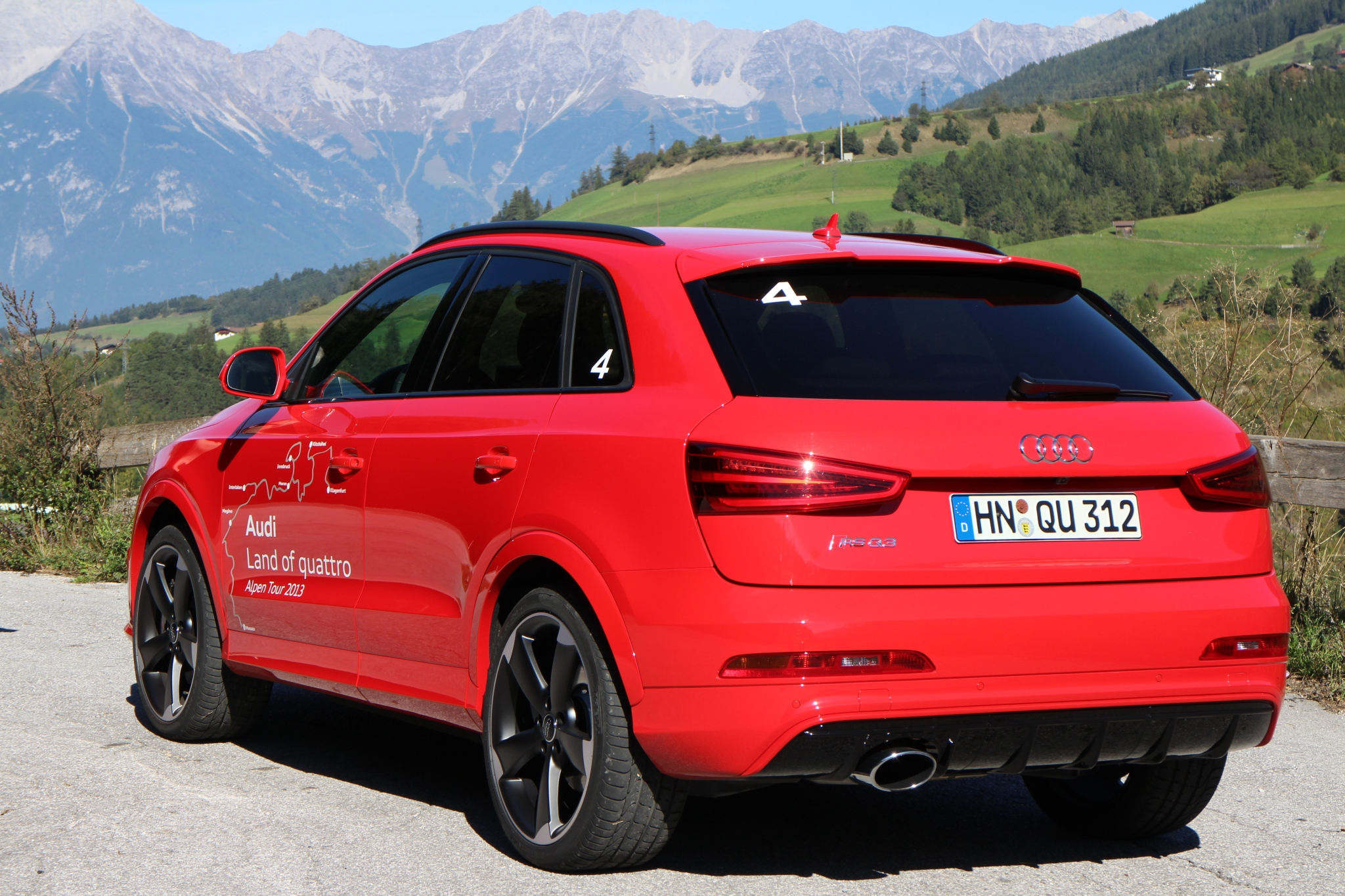
Heckansicht

## Technische Daten

### Ottomotoren

#### Vierzylindermotoren
|                                            | 1.4 TFSI                 | 1.4 TFSI                   | 1.4 TFSI COD               | 2.0 TFSI                   | 2.0 TFSI                   | 2.0 TFSI (1)               | 2.0 TFSI                   | 2.0 TFSI                   |
| ------------------------------------------ | ------------------------ | -------------------------- | -------------------------- | -------------------------- | -------------------------- | -------------------------- | -------------------------- | -------------------------- |
| Bauzeitraum                                | 06/2016–06/2018          | 09/2013–11/2014            | 11/2014–06/2018            | 06/2011–11/2014            | 12/2014–06/2018            | 2014–2018                  | 06/2011–11/2014            | 11/2014–06/2018            |
| Motorkennbuchstaben                        | CZDB                     | CHPB                       | CZDA/CZEA                  | CCZC                       | CULB                       | CCTA                       | CPSA                       | CULC                       |
| Motorbaureihe                              | VW EA211                 | VW EA211                   | VW EA211                   | VW EA888                   | VW EA888                   | VW EA888                   | VW EA888                   | VW EA888                   |
| Motorart                                   | Ottomotor                | Ottomotor                  | Ottomotor                  | Ottomotor                  | Ottomotor                  | Ottomotor                  | Ottomotor                  | Ottomotor                  |
| Motorbauart                                | Reihenbauart             | Reihenbauart               | Reihenbauart               | Reihenbauart               | Reihenbauart               | Reihenbauart               | Reihenbauart               | Reihenbauart               |
| Motoraufladung                             | Turbolader               | Turbolader                 | Turbolader                 | Turbolader                 | Turbolader                 | Turbolader                 | Turbolader                 | Turbolader                 |
| Gemischaufbereitung                        | Benzindirekteinspritzung | Benzindirekteinspritzung   | Benzindirekteinspritzung   | Benzindirekteinspritzung   | Benzindirekteinspritzung   | Benzindirekteinspritzung   | Benzindirekteinspritzung   | Benzindirekteinspritzung   |
| Zylinder/Ventile                           | 4/16                     | 4/16                       | 4/16                       | 4/16                       | 4/16                       | 4/16                       | 4/16                       | 4/16                       |
| Hubraum                                    | 1395 cm³                 | 1395 cm³                   | 1395 cm³                   | 1984 cm³                   | 1984 cm³                   | 1984 cm³                   | 1984 cm³                   | 1984 cm³                   |
| max. Leistung bei min−1                    | 92 kW (125 PS)/ 5000     | 110 kW (150 PS)/ 5000–6000 | 110 kW (150 PS)/ 5000–6000 | 125 kW (170 PS)/ 4300–6200 | 132 kW (180 PS)/ 4000–6200 | 147 kW (200 PS)/ 5100–6000 | 155 kW (211 PS)/ 5000–6200 | 162 kW (220 PS)/ 4500–6200 |
| max. Drehmoment bei min−1                  | 220 Nm/ 1500–3500        | 250 Nm/ 1500–3500          | 250 Nm/ 1500–3500          | 280 Nm/ 1700–4200          | 320 Nm/ 1400–3900          | 280 Nm/ 1700–5000          | 300 Nm/ 1800–4900          | 350 Nm/ 1500–4400          |
| Antriebsart, Serie                         | Vorderradantrieb         | Vorderradantrieb           | Vorderradantrieb           | Allradantrieb              | Vorderradantrieb           | Vorderradantrieb           | Allradantrieb              | Allradantrieb              |
| Antriebsart, Option                        | —                        | —                          | —                          | —                          | Allradantrieb              | Allradantrieb              | —                          | —                          |
| Getriebeart, Serie                         | 6-Gang-Schaltgetriebe    | 6-Gang-Schaltgetriebe      | 6-Gang-Schaltgetriebe      | 6-Gang-Schaltgetriebe      | 6-Gang-Schaltgetriebe      | 6-Gang-tiptronic           | 7-Gang-S tronic            | 7-Gang-S tronic            |
| Getriebeart, Option                        | —                        | 6-Gang-S tronic            | 6-Gang-S tronic            | 7-Gang-S tronic            | 7-Gang-S tronic            | —                          | —                          | —                          |
| Leergewicht                                | 1460 kg                  | 1460–1480 kg               | 1460–1480 kg               | 1585–1630 kg               | 1495–1615 kg               | 1585–1670 kg               | 1640 kg                    | 1640 kg                    |
| max. Zuladung                              | 600 kg                   | 600 kg                     | 600 kg                     | 600 kg                     | 600 kg                     | —                          | 600 kg                     | 600 kg                     |
| max. Anhängelast                           | 1800 kg                  | 1800 kg                    | 1800 kg                    | 1800–2000 kg               | 1800–2000 kg               | —                          | 2000 kg                    | 2000 kg                    |
| Beschleunigung, 0–100 km/h                 | 10,8 s                   | 8,9–9,2 s                  | 8,9–9,2 s                  | 7,8–8,2 s                  | 7,6–8,2 s                  | 7,9–8,3 s                  | 6,9 s                      | 6,4 s                      |
| Höchstgeschwindigkeit                      | 194 km/h                 | 200–203 km/h               | 204 km/h                   | 212 km/h                   | 217 km/h                   | 209 km/h (2)               | 230 km/h                   | 233 km/h                   |
| Kraftstoffverbrauch auf 100 km, kombiniert | 5,8 l Super              | 5,9–6,2 l Super            | 5,5–5,8 l Super            | 7,3–7,7 l Super            | 6,4–6,8 l Super            | ca. 8,0 l Super            | 7,7 l Super                | 6,6 l Super                |
| CO2-Emission                               | 133 g/km                 | 137–145 g/km               | 127–134 g/km               | 174–179 g/km               | 146–154 g/km               | —                          | 179 g/km                   | 152 g/km                   |
| Abgasnorm                                  | Euro 6                   | Euro 6                     | Euro 6                     | Euro 5                     | Euro 6                     | —                          | Euro 5                     | Euro 6                     |

#### Fünfzylindermotoren
|                                            | 2.5 TFSI (RS Q3)           | 2.5 TFSI (RS Q3)           | RS Q3 performance          |
| ------------------------------------------ | -------------------------- | -------------------------- | -------------------------- |
| Bauzeitraum                                | 08/2013–11/2014            | 01/2015–12/2016            | 02/2016–12/2016            |
| Motorkennbuchstaben                        | CTSA                       | CZGA                       | CZGB                       |
| Motorbaureihe                              | VW EA855                   | VW EA855                   | VW EA855                   |
| Motorart                                   | Ottomotor                  | Ottomotor                  | Ottomotor                  |
| Motorbauart                                | Reihenbauart               | Reihenbauart               | Reihenbauart               |
| Motoraufladung                             | Turbolader                 | Turbolader                 | Turbolader                 |
| Gemischaufbereitung                        | Benzindirekteinspritzung   | Benzindirekteinspritzung   | Benzindirekteinspritzung   |
| Zylinder/Ventile                           | 5/20                       | 5/20                       | 5/20                       |
| Hubraum                                    | 2480 cm³                   | 2480 cm³                   | 2480 cm³                   |
| max. Leistung bei min−1                    | 228 kW (310 PS)/ 5200–6700 | 250 kW (340 PS)/ 5300–6700 | 270 kW (367 PS)/ 5550–6800 |
| max. Drehmoment bei min−1                  | 420 Nm/ 1500–5200          | 450 Nm/ 1600–5300          | 465 Nm/ 1625–5500          |
| Antriebsart, Serie                         | Allradantrieb              | Allradantrieb              | Allradantrieb              |
| Antriebsart, Option                        | —                          | —                          | —                          |
| Getriebeart, Serie                         | 7-Gang-S tronic            | 7-Gang-S tronic            | 7-Gang-S tronic            |
| Getriebeart, Option                        | —                          | —                          | —                          |
| Leergewicht                                | 1730 kg                    | 1730 kg                    | 1730 kg                    |
| max. Zuladung                              | 560 kg                     | 560 kg                     | 560 kg                     |
| max. Anhängelast                           | 1900 kg                    | 1900 kg                    | 2000 kg                    |
| Beschleunigung, 0–100 km/h                 | 5,5 s                      | 4,8 s                      | 4,4 s                      |
| Höchstgeschwindigkeit                      | 250 km/h (2)               | 250 km/h (2)               | 270 km/h                   |
| Kraftstoffverbrauch auf 100 km, kombiniert | 8,8 l Super                | 8,4 l Super                | 8,6 l Super Plus           |
| CO2-Emission                               | 206 g/km                   | 198 g/km                   | 203 g/km                   |
| Abgasnorm                                  | Euro 5                     | Euro 6                     | Euro 6                     |

### Dieselmotoren
|                                            | 2.0 TDI                   | 2.0 TDI                  | 2.0 TDI ultra              | 2.0 TDI                    | 2.0 TDI                  | 2.0 TDI                    |
| ------------------------------------------ | ------------------------- | ------------------------ | -------------------------- | -------------------------- | ------------------------ | -------------------------- |
| Bauzeitraum                                | 01/2015–06/2018           | 06/2011–11/2014          | 11/2014–06/2018            | 11/2014–06/2018            | 06/2011–11/2014          | 11/2014–06/2018            |
| Motorkennbuchstaben                        | CUVD                      | CFFB                     | CUVB                       | CUVC                       | CFGC / CLLB              | CUWA / DFUA                |
| Motorbaureihe                              | VW EA288                  | VW EA189                 | VW EA288                   | VW EA288                   | VW EA189                 | VW EA288                   |
| Motorart                                   | Dieselmotor               | Dieselmotor              | Dieselmotor                | Dieselmotor                | Dieselmotor              | Dieselmotor                |
| Motorbauart                                | Reihenbauart              | Reihenbauart             | Reihenbauart               | Reihenbauart               | Reihenbauart             | Reihenbauart               |
| Motoraufladung                             | Turbolader                | Turbolader               | Turbolader                 | Turbolader                 | Turbolader               | Turbolader                 |
| Gemischaufbereitung                        | Common-Rail-Einspritzung  | Common-Rail-Einspritzung | Common-Rail-Einspritzung   | Common-Rail-Einspritzung   | Common-Rail-Einspritzung | Common-Rail-Einspritzung   |
| Zylinder/Ventile                           | 4/16                      | 4/16                     | 4/16                       | 4/16                       | 4/16                     | 4/16                       |
| Hubraum                                    | 1968 cm³                  | 1968 cm³                 | 1968 cm³                   | 1968 cm³                   | 1968 cm³                 | 1968 cm³                   |
| max. Leistung bei min−1                    | 88 kW (120 PS)/ 3250–4500 | 103 kW (140 PS)/ 4200    | 110 kW (150 PS)/ 3500–4000 | 110 kW (150 PS)/ 3500–4000 | 130 kW (177 PS)/ 4200    | 135 kW (184 PS)/ 3500–4000 |
| max. Drehmoment bei min−1                  | 290 Nm/ 1500–2750         | 320 Nm/ 1750–2500        | 340 Nm/ 1750–3000 (1)      | 340 Nm/ 1750–3000 (1)      | 380 Nm/ 1750–2500        | 380 Nm/ 1800–3250          |
| Antriebsart, Serie                         | Vorderradantrieb          | Vorderradantrieb         | Vorderradantrieb           | Vorderradantrieb           | Vorderradantrieb         | Vorderradantrieb           |
| Antriebsart, Option                        | —                         | Allradantrieb            | —                          | Allradantrieb              | Allradantrieb            | Allradantrieb              |
| Getriebeart, Serie                         | 6-Gang-Schaltgetriebe     | 6-Gang-Schaltgetriebe    | 6-Gang-Schaltgetriebe      | 6-Gang-Schaltgetriebe      | 6-Gang-Schaltgetriebe    | 6-Gang-Schaltgetriebe      |
| Getriebeart, Option                        | 7-Gang-S tronic           | 7-Gang-S tronic          | —                          | 7-Gang-S tronic            | 7-Gang-S tronic          | 7-Gang-S tronic            |
| Leergewicht                                | 1560–1590 kg              | 1520–1645 kg             | 1560 kg                    | 1560–1680 kg               | 1565–1660 kg             | 1595–1700 kg               |
| max. Zuladung                              | 600 kg                    | 585–600 kg               | 600 kg                     | 600 kg                     | 585–600 kg               | 600 kg                     |
| max. Anhängelast                           | 1800–2000 kg              | 1800–2000 kg             | 1800 kg                    | 1800–2000 kg               | 2000 kg                  | 2000 kg                    |
| Beschleunigung, 0–100 km/h                 | 10,9 s                    | 9,9 s                    | 9,6 s                      | 9,3–9,6 s                  | 8,1–8,3 s                | 7,9–8,2 s                  |
| Höchstgeschwindigkeit                      | 190 km/h                  | 197–202 km/h             | 204 km/h                   | 204 km/h                   | 212–218 km/h             | 219 km/h                   |
| Kraftstoffverbrauch auf 100 km, kombiniert | 4,6–4,9 l Diesel          | 5,2–5,8 l Diesel         | 4,4 l Diesel               | 4,6–5,1 l Diesel           | 5,5–5,9 l Diesel         | 5,1–4,9 l Diesel           |
| CO2-Emission                               | 121–128 g/km              | 137–152 g/km             | 114 g/km                   | 119–132 g/km               | 144–156 g/km             | 129–137 g/km               |
| Abgasnachbehandlung, PM                    | Dieselrußpartikelfilter   | Dieselrußpartikelfilter  | Dieselrußpartikelfilter    | Dieselrußpartikelfilter    | Dieselrußpartikelfilter  | Dieselrußpartikelfilter    |
| Abgasnorm                                  | Euro 6                    | Euro 5                   | Euro 6                     | Euro 6                     | Euro 5                   | Euro 6                     |